# Une fille comme moi
 (janvier 2024).
Albums de Priscilla Betti
Priscilla
(2002) Bric à brac
(2005)
Singles
1. Toujours pas d'amour
Sortie : 3 février 2004
2. Toi c'est moi
Sortie : 13 avril 2004
3. Jalousie
Sortie : 7 septembre 2004

Une fille comme moi est le troisième album de Priscilla Betti, sorti le 2 février 2004 sous le label Jive.
Quatre singles y sont extraits : Une fille comme moi, Toujours pas d'amour, Toi c'est moi et Jalousie.

## Liste des titres
| No  | Titre                        | Durée |
| --- | ---------------------------- | ----- |
| 1.  | Toujours pas d'amour         | 3:33  |
| 2.  | Toi c'est moi                | 3:47  |
| 3.  | Banquise                     | 3:54  |
| 4.  | Juste pour savoir            | 3:54  |
| 5.  | Une fille comme moi          | 4:05  |
| 6.  | Loin de ma famille           | 3:31  |
| 7.  | Où est le problème ?         | 3:46  |
| 8.  | Jalousie                     | 3:39  |
| 9.  | Quand le ciel...             | 3:59  |
| 10. | Un jour sur deux             | 3:37  |
| 11. | Toujours pas d'amour (remix) | 3:26  |

## Classement
| Pays                 | Charts             | Meilleure position |
| -------------------- | ------------------ | ------------------ |
| Belgique francophone | Ultratop 40        | 38                 |
| France               | SNEP               | 8                  |
| Suisse               | Swiss Music Charts | 83                 |

## Certifications
| Région                                                                                                 | Certification | Ventes/Streams |
| --- | ------------- | -------------- |
| France (SNEP)                                                                                          | Or            | 100 000*       |
| *Ventes selon la certification ^Mise en rayon selon la certification xNon précisé par la certification |               |                |